# František Jiránek
František Jiránek (* 24. Juli 1698 in Lomnitz an der Popelka; † 15. Juni 1778 in Dresden) war ein böhmischer Komponist des Spätbarock.

## Leben
František Jiránek, ein bislang weithin unbekannter Komponist, wurde als Kind von Bediensteten des Grafen Wenzel Morzin geboren, er hatte anfänglich wie seine Eltern eine Anstellung beim Grafen. Dieser ermöglichte ihm zwischen 1724 und 1726 einen dreijährigen Aufenthalt in Venedig, um im Umfeld Antonio Vivaldis oder bei ihm selber zu studieren. Die Tatsache, dass Graf Morzin Widmungsträger von Vivaldis op. 8 (darin die bekannten „Vier Jahreszeiten“ enthalten) und Auftraggeber für mehrere Fagottkonzerte des Venezianers war, legt dies nahe.
Ab 1726 war Jiránek wieder in Prag als Mitglied in der Morzinschen Kapelle. In dieser Kapelle hatten unter anderem Antonín Reichenauer und kurzzeitig auch Johann Friedrich Fasch eine Anstellung. Nach dem Tode des Grafen im Jahr 1737 verließ er Prag und fand eine Anstellung in der Kapelle des sächsischen Premierministers Heinrich von Brühl in Dresden. Jiránek wurde nach von Brühls Tod 1763 pensioniert und wohnte bis zu seinem Ableben 1778 in Dresden.

## Werk
Die überlieferten Kompositionen Jiráneks sind ausschließlich Instrumentalwerke, Violinsonaten, Triosonaten, Sinfonias und Concertos, deren Stil die Vermutung, dass er ein Schüler Vivaldis war, bekräftigen. Trotzdem gelang es Jiránek, seinen Werken eine gewisse persönliche, böhmische Charakteristik zu verleihen.

## Diskografie
- 2010 erschien beim Label Supraphon eine CD mit mehreren Ersteinspielungen Jiráneks durch das tschechische Ensemble „Collegium Marianum“, Solisten u. a. Marina Katarzhnova (Violine)[3].
- 2016 Concerti von Jiránek und Vivaldi, „Collegium Marianum“, Solisten u. a. Xenia Löffler (Oboe), Sergio Azzolini (Fagott), Label Supraphon.